# Августин Казотич
Августин Казотіч або Августин Загребський (хорв. Augustin Kažotić, італ. Agostino Gasotti, 1260 — 3 серпня 1323) — хорватський середньовічний єпископ, чернець домініканець. У 1303—1322 роках був єпископом Загреба.

## Життя
Хорват за походженням, народився близько 1260 року в приморському місті Трогірі на території Королівства Хорватія яке знаходились в унії з королівством Угорщина (нині територія Хорватії). Належав до знатної сім'ї, але в юності відмовився від спадщини і вступив до ордену домініканців. Навчався в Парижі, де в той час викладав Фома Аквінський. Після закінчення навчання повернувся в Далмацію, де став відомий яскравими проповідями і особистим аскетизмом і благочестям.
У 1303 році був призначений на загребську кафедру, яку займав 19 років. На посаді єпископа зробив енергійні заходи по наведенню порядку і дисципліни серед священиків. Існує ряд переказів, пов'язаних з його ім'ям, які говорять про дар чудесного зцілення, який він мав.
У 1322 році він відвідав папу Іоанна XXII в Авіньйоні, але повернутися в Загреб через конфлікт папи з королем Угорщини Карлом Робертом не зміг. Останній рік життя він був єпископом італійського міста Лучера. Беатифікований в 1702 році. Мощі зберігаються в соборі Лучера, частка мощей знаходиться в Загребськом соборі.